# Vitstrupig skatskrika
Vitstrupig skatskrika (Cyanocorax formosus) är en fågel i familjen kråkfåglar inom ordningen tättingar. Den förekommer i Centralamerika från södra Mexiko till nordvästra Costa Rica.

## Utseende
Vitstrupig skatskrika är en 43–56 cm lång kråkfågel med påtagligt lång stjärt och en böjd huvudtofs. Nominatformen (se nedan) har svart hjässa och vitt ansikte inramat av en svart kant som formar en bård runt strupen, liksom en svart fläck under ögat. De andra två underarterna har mindre svart och dessutom blå- eller vitkantad tofs, ej svart. Den är vidare vit på bröst, buk och undergump, medan vingar, mantel och stjärt är blå, den senare med vita kanter. Benen är svarta, liksom ögat, medan näbben är grå. Honan liknar hanen men är mattare ovan och har smalare bröstband och kortare stjärt.

## Utbredning och systematik
Vitstrupig skatskrika förekommer i Centralamerika från södra Mexiko till Costa Rica. Den delas in i tre underarter med följande utbredning:
- formosus – förekommer i kustvattnen vid södra Mexiko (Colima, Michoacán och Puebla till Oaxaca)
- azureus – förekommer i Stillahavssluttningen i sydöstra Mexiko (Chiapas) och Guatemala
- pompatus – förekommer i det torra inre södra Mexiko (Oaxaca) till nordvästra Costa Rica

### Släktestillhörighet
Skatskrikorna placeras traditionellt i släktet Calocitta. Genetiska studier visar dock att de är nära släkt med skrikorna i Cyanocorax och inkluderas allt oftare istället i det släktet.

## Levnadssätt
Vitstrupig skatskrika hittas i en mängd olika miljöer, från mer arida till halvfuktiga skogslandskap, från havsnivån upp till 1250 meters höjt. Den är en vanlig fågel i törn-, galleri- och lövskog samt i odlade områden som kaffeplantage. Fågeln är en allätare som tar animalisk föda som insekter, larver, grodor, ödlor, ägg och fågelungar men även frön, säd, frukt och nektar.

## Status
Arten har ett rätt stort utbredningsområde och beståndet anses stabilt. Internationella naturvårdsunionen IUCN listar den därför som livskraftig (LC). Beståndet uppskattas till i storleksordningen en halv till fem miljoner vuxna individer.

## Bilder

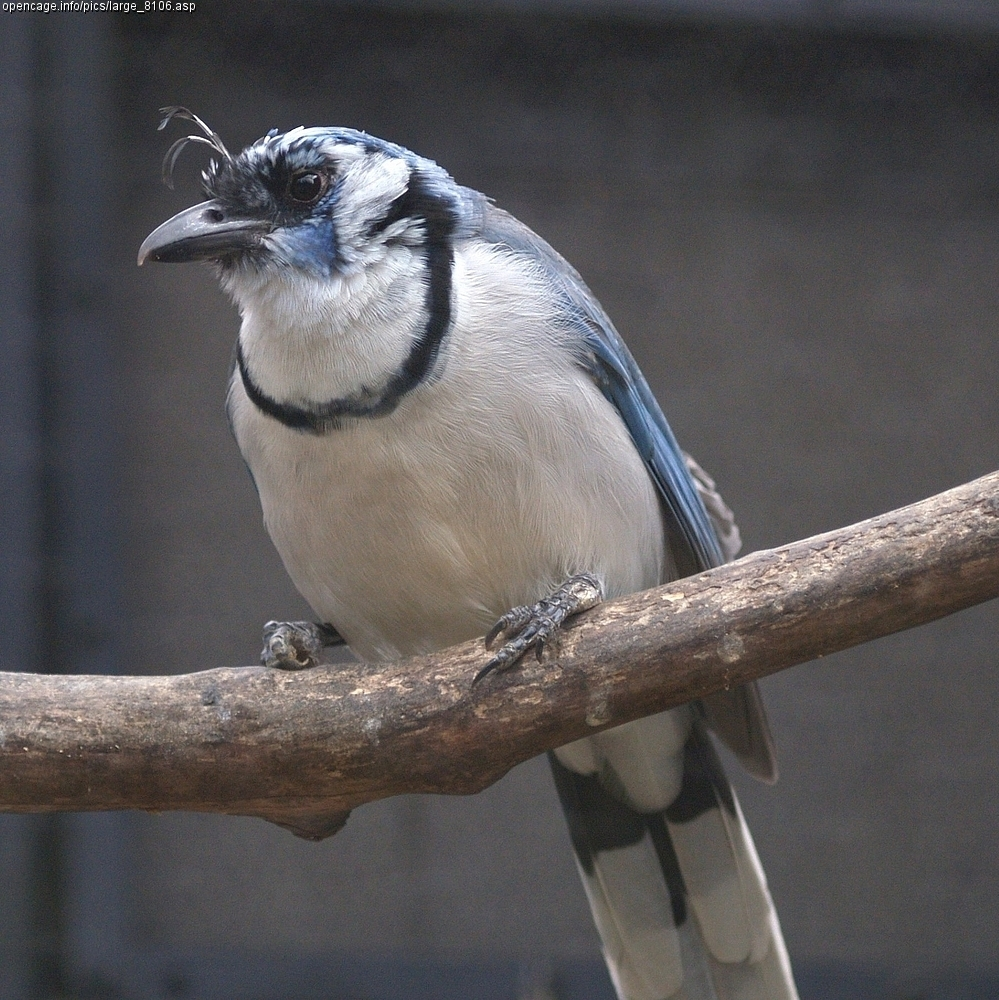
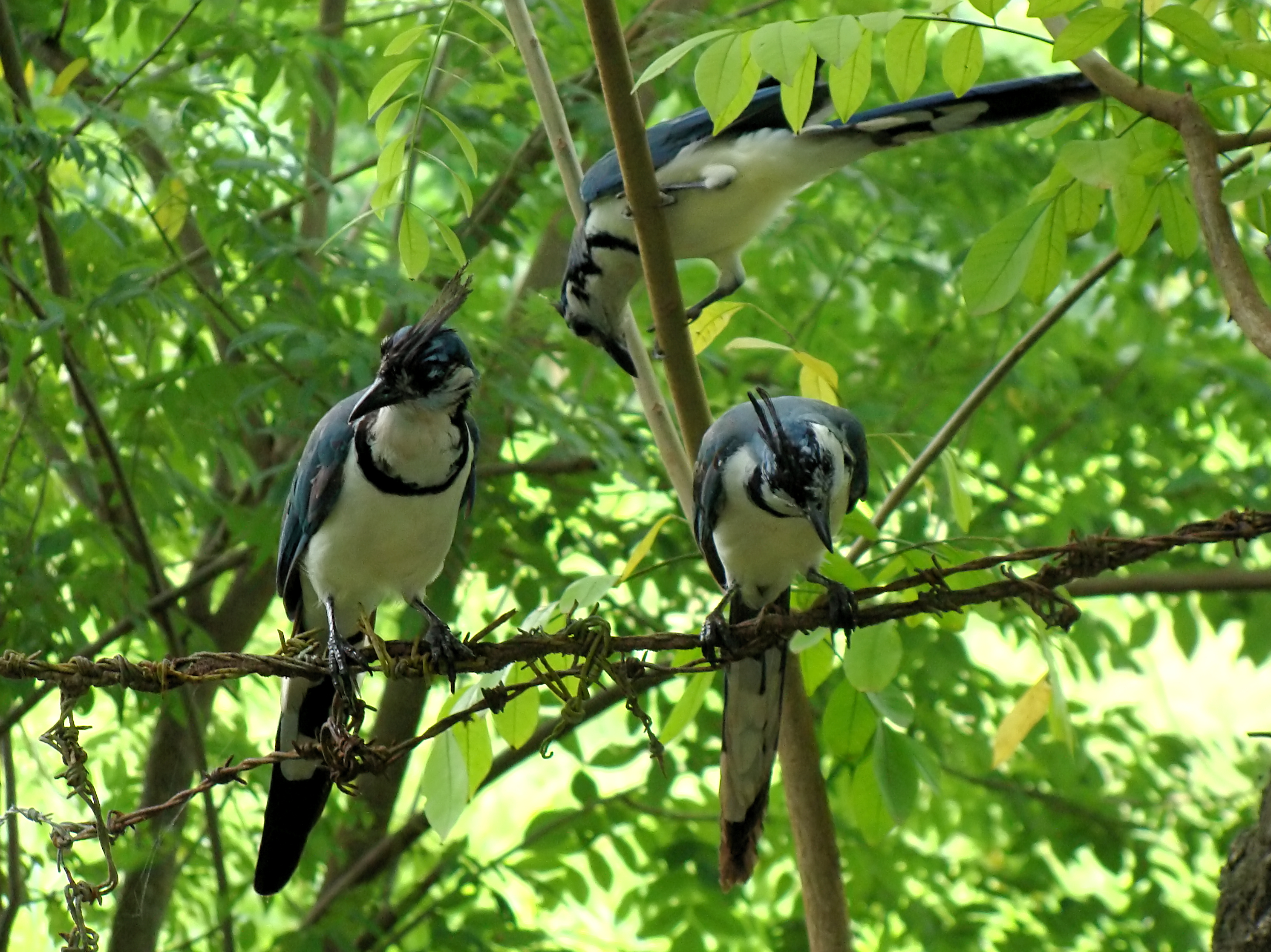
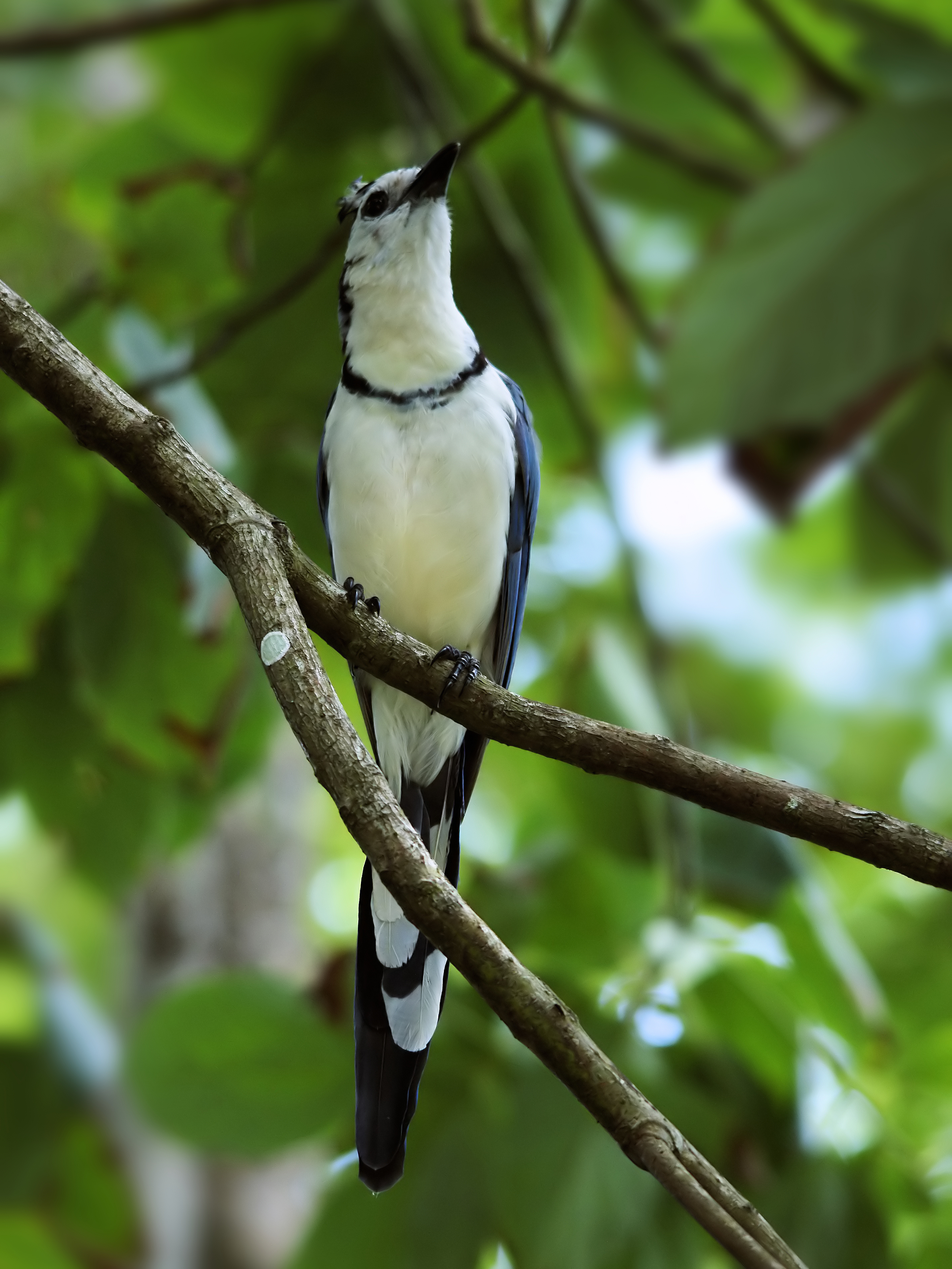
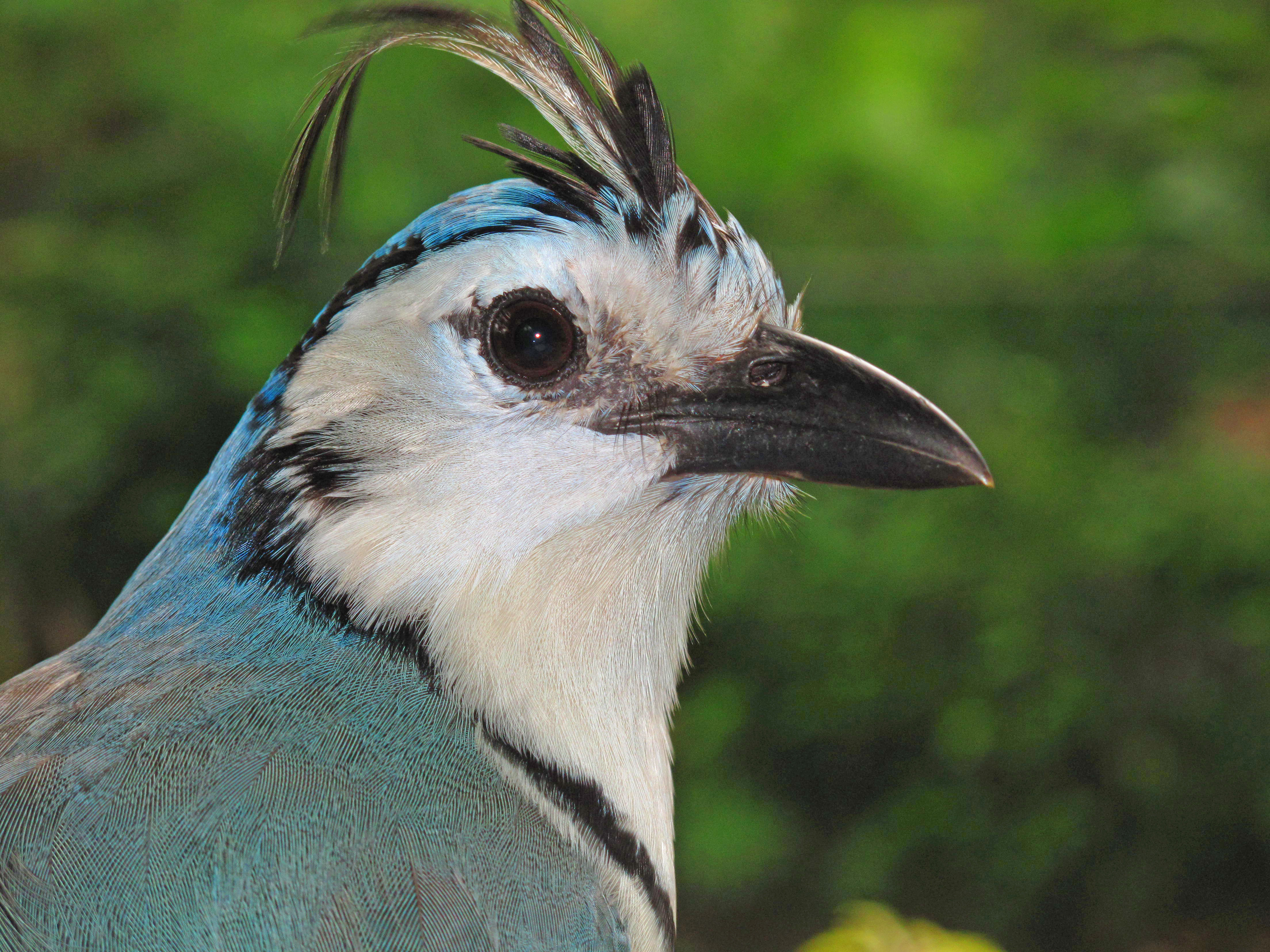